# Ochotny Rjad (metrostation)
Ochotny Rjad (Russisch: Охотный ряд) is een station op de Sokolnitsjeskaja-lijn van de Moskouse metro. Het station is op 15 mei 1935 geopend als een onderdeel van de eerste fase van de metro.

## Ontwerp en bouw
In 1932 werd het metrobesluit genomen en kon de bouw van start gaan. Van het hele traject zouden vier stations, waaronder Ochotnyrjadskaja, worden gebouwd naar het voorbeeld van de Londense dubbelgewelfde stations in geboorde tunnels. De tweede man van de Moskouse metro, Lazar Kaganovitsj, kwam echter met het idee van een middenhal en zo ontstond het concept van een pylonenstation met drie buizen. Dit idee is vervolgens met succes toegepast bij Krasnije Vorota en Ochotnyrjadskaja, de andere twee stations onder de binnenstad, Kirovskaja en Dzjersinskaja, kregen als gevolg van geologische problemen pas veel later een middenhal. Het concept pylonenstation is op latere lijnen in Moskou veelvuldig toegepast en ook het Londense station Gants Hill is een pylonen station.

## Naamgeving
Het station was in de plannen opgenomen als Ochotnyrjadskaja, maar kreeg bij de opening de naam Ochotny Rjad. Op 25 november 1955 werd als eerbetoon aan Kaganovitsj het station naar hem genoemd en heette vervolgens bijna twee jaar Imeni Kaganovicha. Nadat Kaganovitsj in de zomer van 1957 een poging deed om zijn vroegere baas bij de metro en inmiddels Sovjetleider Nikita Chroesjtsjov af te zetten werd de naam van het station terug veranderd in Ochotny Rjad. Vier jaar later viel de eer te beurt aan Karl Marx toen de Mochovajastraat werd omgedoopt in Prospekt Marxa (Marx avenue) en het metrostation vervolgens naar die straat werd genoemd. Vanaf 30 november 1961 tot 5 november 1990 droeg het station de naam Prospekt Marxa, sinds 5 november 1990 heet het station weer Ochotny Rjad.

## Operationeel
Het station is vanaf het begin de spil van het metronet geweest. In 1935 was iets ten zuiden van het station een splitsing gebouwd waardoor zowel de zuidtak als de westtak bereikt konden worden, aan de andere kant ging het richting Sokolniki in het noordoosten. De tweede fase van de metrobouw voorzag een centraal overstappunt in het centrum van de stad waar Ochotny Rjad een onderdeel van is. In 1938 werd eerst op 13 maart lijn 3 geopend en reizigers konden via het nog niet gebruikte station van lijn 2, het huidige Teatralnaja, overstappen naar Plostsjad Revoljoetsi aan lijn 3. Later dat jaar werd ook de lijn naar het vliegveld (lijn 2) geopend en was het overstappunt een feit.     